# Prisomera
Prisomera é um género de bicho-pau pertencente à família Lonchodidae.
Espécies:
- Prisomera asperum (Brunner von Wattenwyl, 1907)
- Prisomera auscultator (Bates, 1865)
- Prisomera canna (Haan, 1842)
- Prisomera cyllabacum (Westwood, 1859)
- Prisomera ignava (Brunner von Wattenwyl, 1907)
- Prisomera mimas (Westwood, 1859)
- Prisomera nodosum Günther, 1938
- Prisomera obsolefactum Günther, 1935
- Prisomera spinicollis Gray, 1835
- Prisomera spinosissimum (Brunner von Wattenwyl, 1907)